# Kevin López
Kevin López Yerga, né le 12 juin 1990 à Lora del Río, est un athlète espagnol spécialiste du 800 mètres.

## Palmarès
| Date | Compétition                       | Lieu        | Résultat | Temps         |
| ---- | --------------------------------- | ----------- | -------- | ------------- |
| 2009 | Championnats d'Europe juniors     | Novi Sad    | 1er      | 1 min 48 s 25 |
| 2010 | Championnats d'Europe             | Barcelone   | 6e       | 1 min 47 s 82 |
| 2011 | Championnats d'Europe en salle    | Paris       | 3e       | 1 min 48 s 35 |
| 2011 | Championnats d'Europe espoirs     | Ostrava     | 2e       | 1 min 46 s 93 |
| 2013 | Championnats d'Europe en salle    | Göteborg    | 2e       | 1 min 49 s 31 |
| 2014 | Relais mondiaux de l'IAAF         | Nassau      | 4e       | 7 min 19 s 90 |
| 2015 | Championnats d'Europe par équipes | Tcheboksary | 8e       | 1 min 47 s 60 |
| 2017 | Championnats d'Europe en salle    | Belgrade    | 6e       | 1 min 54 s 17 |
| 2019 | Championnats d'Europe par équipes | Bydgoszcz   | 3e       | 3 min 48 s 58 |

## Records
| Épreuve    | Épreuve      | Performance        | Lieu      | Date            |
| ---------- | ------------ | ------------------ | --------- | --------------- |
| 800 mètres | En plein air | 1 min 43 s 74 (NR) | Monaco    | 20 juillet 2012 |
| 800 mètres | En salle     | 1 min 45 s 69      | Stockholm | 6 février 2014  |